# Оленячоострівський могильник (Онезьке озеро)
62°03′00″ пн. ш. 35°21′30″ сх. д. / 62.050022° пн. ш. 35.358273° сх. д.
Оленячоострівський могильник — археологічний пам'ятник епохи мезоліту або неоліту в Карелії.
Розташований на території Південного Оленячого острова на Онезькому озері за 12 км від острова Кижі.

## Загальні відомості
Могильник на Південному Оленячому острові був виявлений в 1936 році під час розробки вапнякових покладів. Саме вапняковий ґрунт забезпечив збереження виявлених людських кістяків могильника. У період наукових досліджень (1936—1938) була розкрита ділянка площею 2350 м² з 177 похованнями.
Виявлені останки, посипані вохрою, розташовані в могилах розміром до 2 × 0,7 м, глибиною від 0,6 до 1,8 м. Орієнтовані могили із заходу на схід. У могилах знайдені предмети різного призначення: знаряддя з каменю, наконечники стріл з каменю і кістки, підвіски з різців лося та іклів ведмедя.
Спочатку могильник був датований II тисячоліттям до н. е., а потім вчені «відсунули» дату його утворення на п'ять тисяч років углиб історії. Радіовуглецевим методом було отримано 19 дат: поховання 70 — 7470 ± 240, 142 — 7220 ± 110, 84-85 — 7210 ± 50, 152—153 — 7140 ± 40, 71 — 7130 ± 40, 158 — 7130 ± 70, 118 — 7080 ± 80, 108—109 — 7070 ± 100, 151 — 6980 ± 200, 73 — 6960 ± 100, 10 — 6950 ± 90, 19 — 6870 ± 200, 3-3а — 6830 ± 100, 16 — 6790 ± 80 років тому. Поховання 100 давніше — 9910 ± 80 років тому.
Антропологічна належність людських останків могильника була дискусійною. Зростання скелетів досягав 180 см. Частина дослідників вважали знайдені черепа кроманьоїдні, інші (М. М. Герасимов) помічали монголоїдний вплив. Найтісніше схожість з оленячоостровцями мають поховані у мезолітичному могильнику Попово в Каргополь (культура Веретьє). Обидва типи можуть бути включені в єдиний кластер найдавнішого європеоїдної населення Східної Європи, відмінний від європеоїдів Прибалтики та України.
Існує припущення, що предки мешканців Оленячого острова мігрували з Зауралля. Нащадки оленячоостровців, можливо, взяли участь у формуванні народності саамів.

## Матеріальна культура
Носії культури полювали за допомогою лука і стріл, а також кістяних гарпунів. Вони також виготовляли одяг за допомогою кістяних голок: куртки з капюшоном, штани і взуття. Оленячоостровці жили в опалювальних землянках.

## Палеогенетіка
У трьох індивідуумів з Південного Оленячого острова, що жили понад 5500 до Р. Х. в епоху мезоліту (UZOO-7, UZOO-8 і UZOO-74), була виявлена вкрай рідко зустрічається в Європі мітохондріальна гаплогрупа C1. Гаплотип всіх трьох мешканців Південного Оленячого острова відноситься до особливої нової субклади C1f. Для цієї субклади, не знайдено відповідників у поточній базі даних копалин і сучасних мітохондріальних геномів. Крім гаплогрупи C (mtDNA), на Південному Оленячому острові були виявлені мітохондріальні гаплогрупи U4, U2e, U5a, J, H, R1b (UZ0077). У одного мезолітичного мешканця Південного Оленячого острова (№ I0061 / UzOO74), що
жив 6800-5950 до Р. Х., була визначена Y-хромосомна гаплогрупа R1a1 (M459 +, Page65.2 +, not M515, not M198, not M512, not M514, not L449) та мітохондріальна гаплогрупа C1g. У іншого мезолитического мешканця Південного Оленячого острова (зразок I0221 / UZ0040) була виявлена Y-
хромосомна гаплогрупа J2a та мітохондріальна гаплогрупа U4a.